# De Trinitate
De Trinitate ist das philosophische Hauptwerk des Augustinus. Augustin arbeitete daran seit etwa 400 und schloss es erst zwischen 417 und 428 ab. An Argumentationskraft und Bedeutung steht es gleichrangig neben De civitate Dei und den Confessiones. Sein Werk dokumentiert das Ende antiker Denkweise und Lebenshaltung.

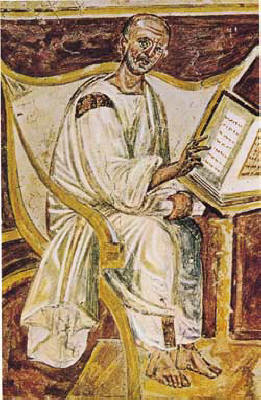
Augustinus

## Gliederung
Das Werk ist in fünfzehn Bücher gegliedert. Das erste Buch befasst sich mit dem Beweis der Einheit und Gleichheit der drei göttlichen Personen auf Grund der Schrift. Er versucht dabei eine Interpretation einiger anscheinend gegen die Gleichheit des Sohnes mit dem Vater sprechender Schrifttexte.

## Legende
Mit dem Buch verbindet sich seit dem Mittelalter die Legende von Augustinus und dem Knaben am Meer.

## Neueste Ausgabe
- De trinitate. Lateinisch–deutsch. Neu übersetzt und mit einer Einleitung herausgegeben von Johann Kreuzer (= Philosophische Bibliothek 523). Felix Meiner, Hamburg 2003. ISBN 978-3-7873-1651-9.